# Walid Regragui
Hoalid (Walid) Regragui (Corbeil-Essonnes, 23 september 1975) is een Marokkaans voetbaltrainer en voormalig profvoetballer die doorgaans als rechtsachter speelde. Hij bezit de dubbele nationaliteit van zowel Frankrijk als Marokko. Regragui speelde tussen 2001 en 2009 45 wedstrijden voor het Marokkaans nationaal elftal. In 2022 werd hij bondscoach van de nationale ploeg en in datzelfde jaar bereikte hij daarmee de halve finales van het WK.

## Loopbaan als speler
Regragui was profvoetballer tussen 1998 en 2009. Hij speelde voor verschillende Franse ploegen in zowel de Ligue 1, Ligue 2 en de Championnat National. Regragui kwam ook twee seizoenen uit voor Racing Santander, actief in de Primera División, de hoogste afdeling in Spanje. Hij won tijdens zijn clubcarrière één prijs; met AC Ajaccio werd hij in 2002 kampioen in de Ligue 2.
Regragui heeft ook 45 caps voor de nationale ploeg van Marokko achter zijn naam staan.

## Loopbaan als trainer

### Marokkaans elftal (assistent)
Na zijn spelerscarrière werd Regragui trainer. Zijn eerste job was die van assistent van Rachid Taoussi bij het nationale elftal van Marokko, tussen september 2012 en oktober 2013. In deze periode speelde het Marokkaans elftal zestien wedstrijden, waarvan het er zeven won en drie verloor. Het lukte Marokko niet om zich te kwalificeren voor het WK 2014.

### FUS de Rabat
Bij aanvang van het seizoen 2014/15 werd Regragui voor het eerst aangesteld als hoofdtrainer, bij FUS de Rabat. In het eerste seizoen van FUS de Rabat met Regragui als trainer eindigde het als vijfde in de Marokkaanse competitie en dwong het kwalificatie voor de CAF Confederation Cup door de finale van het bekertoernooi te bereiken. In de Confederation Cup 2016 werd FUS de Rabat uiteindelijk in de halve finales uitgeschakeld door MO Béjaïa. In datzelfde seizoen kroonde de club zich voor een eerste keer in de clubgeschiedenis tot landskampioen. In het daaropvolgende seizoen strandde FUS de Rabat in de halve finales van de CAF Confederation Cup en de Arab Club Champions Cup en eindigde het als zevende in de competitie. In 2018 en 2019 eindigde de ploeg van Regragui in de competitie op de vierde en negende plek. In januari 2020 beëindigden FUS de Rabat en Regragui de samenwerking. FUS de Rabat bezat op dat moment de zevende plaats in de competitie.

### Al-Duhail SC
Op 23 januari 2020 werd Regragui hoofdtrainer van het Qatarese Al-Duhail SC als vervanger van Rui Faria. Tussen 14 maart en 25 juli lag de competitie stil wegens de coronacrisis. Onder leiding van Regragui werd Al-Duhail SC voor een zevende keer in tien jaar landskampioen. Na een paar wedstrijden in het nieuwe seizoen werd Regragui in september 2020 ontslagen bij de club. Met Regragui als trainer overtuigde Al-Duhail SC niet en de uitschakeling in de groepsfase van de AFC Champions League door Al Taawoun FC op onderling resultaat werd gezien als een grote teleurstelling.

### Wydad AC
Voor aanvang van de voetbaljaargang 2021/22 werd bekend dat Regragui de Tunesiër Faouzi Benzarti zou opvolgen als trainer van Wydad AC Casablanca, de meeste succesvolle voetbalclub van Marokko. Met Regragui als trainer werd Wydad AC voor een vijfde maal in acht jaar landskampioen, met drie punten voorsprong op Raja Casablanca. Op 30 mei 2022 won Wydad AC voor een derde keer in zijn clubgeschiedenis de CAF Champions League. De finale van dit continentale toernooi werd gespeeld in het eigen Stade Mohammed V. Hier klopten de spelers van Regragui Al-Ahly uit Egypte, de winnaar van de voorgaande twee edities, met 2–0. Regragui werd zodoende de tweede Marokkaanse trainer die ooit de CAF Champions League won, nadat Hussein Ammouta dat in 2017 ook met Wydad AC deed. Ammouta werd ook de opvolger van Regragui toen hij aan het eind van het seizoen stopte als trainer van Wydad AC.

### Marokkaans elftal
Op 31 augustus 2022, minder dan drie maanden voor de start van het WK 2022, werd Regragui aangesteld als bondscoach van Marokko als opvolger van de ontslagen Vahid Halilhodžić. Regragui werd de tweede bondscoach met de Marokkaanse nationaliteit die Marokko leidde op een WK-eindronde, nadat Abdellah Blinda dat eerder deed in 1994. Op de WK-eindronde eindigde Marokko als groepswinnaar in een groep met Kroatië, België en Canada. Door de achtste finales te bereiken evenaarde het zijn beste WK-prestatie uit 1986, toen het ook groepswinnaar werd. In de achtste finales werd Spanje met een strafschoppenserie verslagen en zo werd Marokko het vierde Afrikaanse land en het eerste Arabische land dat ooit de kwartfinales van het WK bereikte. Regragui werd de eerste Afrikaanse bondscoach in de kwartfinale van het WK. In de kwartfinales werd Portugal verslagen door een treffer van Youssef En-Nesyri en dus werd Marokko het eerste Afrikaanse land dat ooit de halve finales van het WK haalde. De halve finale ging met 2–0 verloren tegen Frankrijk en de troostfinale verloor Marokko met 2–1 van Kroatië, waardoor Marokko op de vierde plaats eindigde. Regragui eindigde vervolgens als vierde in de verkiezing van The Best FIFA Men's Coach.
Marokko plaatste zich als groepswinnaar in een kwalificatiegroep met Zuid-Afrika en Liberia voor de Afrika Cup 2023, gespeeld in 2024. Marokko plaatste zich voor de achtste finales met zeven punten in een groep met Congo-Kinshasa, Zambia en Tanzania. Regragui was geschorst voor het laatste groepsduel tegen Zambia (0–1 winst) na schermutselingen na de groepswedstrijd tegen Congo-Kinshasa (2–2) waarbij Regragui door Chancel Mbemba werd beschuldigd van racistische opmerkingen. Marokko werd in de achtste finales verrassend uitgeschakeld met een 0–2 nederlaag tegen Zuid-Afrika.

## Erelijst
Als speler
 AC Ajaccio
- Ligue 2: 2001/02

Als trainer
 FUS de Rabat
- Botola Pro: 2015/16
- Coupe du Trône: 2014

 Al-Duhail SC
- Qatar Stars League: 2019/20

 Wydad AC
- CAF Champions League: 2021/22
- Botola Pro: 2021/22